# Georg Magnus Sprengtporten
Georg Magnus hrabě Sprengtporten nebo (jak sám sebe nazýval) Göran Magnus Sprengtporten (16. prosince 1740, Porvoo – 13. října 1819, Petrohrad) byl švédský, finský a ruský politik, první generální guvernér Finského velkoknížectví v historii.

## Životopis

### Mládí
Georg Magnus Sprengtporten se narodil v Porvoo. Vstoupil do armády a během sedmileté války dosáhl hodnosti kapitána. V roce 1772 pomáhal svému bratrovi během revoluce Čepců a Klobouků, v roce 1775 se stal plukovníkem a velitelem brigády ve východním Finsku. V podstatě se již zde stal správcem této oblasti, když založil vojenské školy v Haapaniemi a Kuopio.

### Osvobozování Finska
Stejně jako jeho bratr dospěl Sprengtporten k názoru, že jeho služby nebyly dostatečně oceněny, a v roce 1779 přišel do Petrohradu, čímž popudil švédského krále Karla XIII. Po příští dva roky sloužil ve Francii, v roce 1781 se vrátil do Finska. Sprengtporten měl kontakty s Benjaminem Franklinem, a oba se vyslovili pro nezávislost Finského velkoknížectví od Švédska, případně pod ochranou Ruska.
Během setkání v Riksdagu v roce 1786 se otevřeně postavil proti Gustavu III., současně se spojil s ruskými ministry s cílem osvobodit Finsko silou.
V následujícím roce přišel na pozvání Kateřiny Veliké do Ruska a do jejích služeb. Když započala Rusko-švédská válka, Sprengtporten přijal velení ruského armádního sboru. Vyzval své stoupence, aby pracovali pro dobro této země a její nezávislost, ale neobdržel dostatečnou odpověď. Přesto načrtl plán obležení města Hämeenlinna, který by oddělil Finsko od Švédska. Navíc připravil propagační brožury, určené pro finskou populaci s názvem "K vlasti". Sprengtportenův plán však ztroskotal. V únoru 1790 ho soud v Turku odsoudil v nepřítomnosti k trestu smrti za velezradu.

### Guvernér a pozdější léta
V roce 1793 byl nucen opustit Rusko a žil v Teplicích v Čechách. Seznámil se s Valdštejnským knihovníkem a svůdníkem Giacomem Casanovou a oba si pravidelně dopisovali.
V roce 1800 byl rehabilitován u cara Pavla I. Po jeho smrti však Sprengtporten upadl opět v nemilost, ale roku 1808 byl opět ospravedlněn. Dne 1. prosince 1808 byl jmenován prvním generálním guvernérem Finska, ale byl tak nepopulární, že musel z tohoto postu odstoupit v následujícím roce. Poté již žádnou významnou funkci nezastával a zemřel v Petrohradu.